# Storni (cràter)
Storni és un cràter d'impacte en el planeta Venus de 21,7 km de diàmetre. Porta el nom d'Alfonsina Storni (1892-1938), poetessa argentina, i el seu nom va ser aprovat per la Unió Astronòmica Internacional el 1994.